# The Society
The Society es una serie de televisión de drama y misterio estadounidense creada por Christopher Keyser que se estrenó en Netflix el 10 de mayo de 2019. El 9 de julio de 2019, se anunció que fue renovada para una segunda temporada. Sin embargo, el 21 de agosto de 2020 la serie fue cancelada por la pausa de filmación debido a la pandemia de COVID-19, ya habiendo grabado algunos capítulos.

## Sinopsis
The Society trata sobre «un grupo de jóvenes que viven en West Ham y que se ven obligados a tomar las cosas con sus propias manos cuando regresan a su ciudad de un viaje corto para descubrir que todos están desaparecidos y que no hay manera de salir de la ciudad. Los muchachos festejarán, entrarán en pánico, sufrirán, pelearán y, en última instancia, se verán obligados a decidir cómo lidiar con lo impensable».

## Reparto

### Principales
- Kathryn Newton como Allie Pressman, hermana menor de Cassandra.
- Gideon Adlon como Becca Gelb, mejor amiga de Sam que está embarazada.
- Sean Berdy como Sam Eliot, hermano menor de Campbell que es sordo.
- Natasha Liu Bordizzo como Helena Wu, novia religiosa de Luke.
- Jacques Colimon como Will LeClair, mejor amigo de Allie que creció en un hogar de acogida.
- Olivia DeJonge como Elle Tomkins, marginada que se convierte en la novia de Campbell.
- Álex Fitzalan como Harry Bingham, hijo de la directora de la escuela.
- Kristine Froseth como Kelly Aldrich, exnovia de Harry.
- José Julían como Gordie, un joven que está enamorado de Cassandra.
- Alexander MacNicoll como Luke Holbrook, el novio de Helena y antiguo Quarterback
- Toby Wallace como Campbell Eliot, primo de Allie y Cassandra, hermano de Sam, que exhibe rasgos psicópatas de personalidad.
- Rachel Keller como Cassandra Pressman, hermana mayor de Allie.

### Recurrentes
- Jack Mulhern como Grizz Visser, exjugador de fútbol y el interés amoroso de Sam.
- Spencer House como Clark Beecher
- Emilio García-Sánchez como Jason Alvarado
- Salena Qureshi como Bean
- Olivia Nikkanen como Gwen Patterson
- Kiara Pichardo como Madison Russo
- Grace Victoria Cox como Lexie Pemberton
- Naomi Oliver como Olivia
- Kelly Rose Golden como Marnie
- Matisse Rose como Jessica
- Alicia Crowder como Erika
- Benjamin Breault como Blake
- Damon J. Gillespie como Mickey
- Peter Donahue como Shoe
- Seth Meriwether como Greg Dewey
- Madeline Logan como Gretchen
- Dante Rodrigues como Zane

## Episodios
| N.º | Título                                                                  | Dirigido por      | Escrito por                      | Fecha de lanzamiento original |
| --- | ----------------------------------------------------------------------- | ----------------- | -------------------------------- | ----------------------------- |
| 1 | «Lo que pasó» (en inglés: What Happened)                                | Marc Webb         | Christopher Keyser               | 10 de mayo de 2019            |
| Cuando un olor misterioso e irritante impregna la ciudad de West Ham, Connecticut, el Gobierno Federal envía a los estudiantes de secundaria a un viaje de campamento de 10 días mientras se resuelve el problema. Después de salir en autobús, los estudiantes terminan regresando a la ciudad cuando les dicen que el camino hacia el campamento está bloqueado. Sin embargo, al volver descubren que todos los demás en la ciudad han desaparecido y que, si bien los teléfonos locales y los mensajes de texto funcionan, están aislados del resto del mundo. Algunos estudiantes utilizan su nueva libertad para participar en una fiesta salvaje en la iglesia, mientras que otros intentan determinar lo que ha sucedido. Al día siguiente, descubren que todas las carreteras y salidas de la ciudad ahora están bloqueadas por un bosque aparentemente interminable y peligroso. Se forma un grupo de búsqueda que se dirige al bosque. Cassandra revela que tiene un defecto cardíaco congénito. Campbell revela que tiene una pistola, y la apunta a Cassandra. Uno de los integrantes de la búsqueda muere a causa de la picadura de una serpiente, y la llegada de su cuerpo calma las tensiones por el momento. |                                                                         |                   |                                  |                               |
| 2 | «Nuestro pueblo» (en inglés: Our Town)                                  | Marc Webb         | Christopher Keyser               | 10 de mayo de 2019            |
| Un eclipse solar oscurece el cielo, aparentemente como una señal. Gordie plantea la hipótesis de que están en un universo paralelo, con el olor y sus padres desaparecidos. Allie y Will irán a cada tienda de comestibles para hacer un inventario de lo que está disponible. Sam y Becca recorren los registros del ayuntamiento, donde Becca cae enferma y vomita. Todos intentan llegar a más teorías sobre lo que está sucediendo. Helena da un sermón. Gordie investiga las condiciones del corazón para Cassandra y comparten un momento. Sam encuentra un registro de que una compañía solicitó 1.5 millones para la eliminación del olor y su padre y su tío se negaron, el día antes de que se fueran. Becca hace una prueba y se da cuenta de que está embarazada. Harry organiza un juego de fugitivos contra policías para distraer a todos de los acontecimientos. Allie es atropellado por un auto durante el juego, pero no se lesiona. Kelly y Will se conectan. Allie y Harry tienen sexo. Campbell y Elle consumen cocaína y se emborrachan juntos. La electricidad se enciende y apaga durante una tormenta. Bean descubre que el eclipse solar no fue programado, y puede haber sido en realidad una señal, o una prueba de que efectivamente están en un universo paralelo. Una disputa en la ferretería por las linternas termina con una pelea masiva, saqueos y la explosión de un auto. |                                                                         |                   |                                  |                               |
| 3 | «Adiós a la inocencia» (en inglés: Childhood's End)                     | Tara Nicole Weyr  | Rachel Sydney Alter              | 10 de mayo de 2019            |
| Después de los conflictos, las mujeres de la ciudad se reúnen, con Cassandra como su líder. Organizan una fiesta de graduación como forma de distracción. Los hombres discuten la idea del socialismo, en lugar de simplemente tomar cosas. La ciudad decide por unanimidad crear una lista de rotación de trabajo, racionar los alimentos, compartir viviendas y comer en comunidad. Sam y Becca deciden ir al baile juntos, al igual que Kelly y Will. Harry se agita con las tareas y la vida comunitaria. Harry y Kelly descubren que la mamá de Harry y el papá de Kelly estaban teniendo una aventura mutua. Harry no en broma sugiere matar a Cassandra. Allie tiene una infección del tracto urinario. Kelly y Will bailan, haciendo que Harry y Allie estén celosos. Becca le revela a Sam que está embarazada, pero se niega a decir quién es el padre. Campbell le suministra drogas a Harry. Grizz y Sam comparten un momento en el que Grizz pide que se le enseñe un poco de lenguaje de señas. Gordie y Cassandra van juntan al baile y comparten un beso. Will y Allie comparten un baile. Gordie se masturba en la habitación de Cassandra. Campbell y Elle consuman su relación. Cassandra encuentra un perro mientras limpia después del baile de graduación, y un asaltante invisible le dispara dos veces en el estómago. Ella muere. |                                                                         |                   |                                  |                               |
| 4 | «Gota a gota» (en inglés: Drop by Drop)                                 | Stacie Passon     | Emily Bensinger                  | 10 de mayo de 2019            |
| Los hombres del pueblo cavan una tumba. Gordie extrae las balas del cadáver de Cassandra. La ciudad tiene un servicio funerario para Cassandra. Lexie se vuelve paranoica y se niega a salir de su casa. Múltiples mujeres se niegan a abandonar la seguridad después de lo ocurrido. Los hombres en la ciudad deciden que necesitan hacer cumplir las listas de trabajo para mantener la ciudad en funcionamiento. «La Guardia», compuesta principalmente de jugadores de fútbol, está formada para patrullar las calles. Grizz consuela a Allie. Helena le revela a Luke que ella tiene múltiples armas, y le da una. Brandon Eggles saca una pistola en la guardia de la tienda de comestibles. A Becca le preocupa que todos sepan pronto sobre su embarazo y que no tenga un embarazo y un parto exitosos. Sam promete amar a su bebé y estar allí para los dos. Dos personas se apuntan las armas en la cafetería, aumentando la tensión. Allie recibe el nuevo título de líder, persuadido por Gordie. Campbell le suministra a Harry más drogas. Allie dirige su primera reunión pública y anuncia que todas las armas serán confiscadas. Elle se acerca a Kelly con la idea de una noche de cine. La Guardia busca en la casa de todos y confisca las armas. Helena se niega a entregar sus armas. Sam le dice a Gordie que su hermano le robó el arma en su poder. Allie decide quedarse con las armas en lugar de destruirlas. Sam explica que Campbell abusó y luego asesinó a un pájaro cuando era joven, y cómo es un psicópata diagnosticado. Campbell casi ahoga a Elle en su bañera y la amenaza. |                                                                         |                   |                                  |                               |
| 5 | «Me pongo en su lugar» (en inglés: Putting on the Clothes)              | Haifaa Al-Mansour | Anna Fishko & Christopher Keyser | 10 de mayo de 2019            |
| Greg Dewey le confiesa a Harry que él mató a Cassandra porque pensó que le estaba haciendo a Harry un favor. Harry le dice a Kelly y luego a Gordie. Grizz sugiere que arresten a Greg en una redada antes del amanecer. Elle ve el mismo perro que vio Cassandra antes de su asesinato, y Campbell le dice a Elle que puede quedarse con el perro. Grizz, Luke, Clark y Jason encuentran el arma homicida y arrestan a Greg. Will sugiere que tengan un juicio. Harry sigue teniendo adicciones a las drogas. Clark interroga a Gregs y lo golpea, pero Luke y Allie lo detienen. Helena acepta a regañadientes defender a Greg en el juicio, mientras que Gordie se desempeña como fiscal y la junta de honor como jurado. Harry testifica contra Dewey, pero Helena lo obliga a admitir su papel. Elle se da cuenta de que falta el perro y le pregunta a Campbell, pero dice que no sabe dónde está. Allie intenta y no logra que Greg confiese su motivo y revele a sus cómplices, e implica que la ejecución es una opción. El jurado encuentra a Greg culpable del asesinato de Cassandra. Greg difama a Cassandra, Allie, Will y a las mujeres en general, y acusa a Campbell de ayudarlo a planear el asesinato. Allie ordena a la Guardia que arreste a Campbell. |                                                                         |                   |                                  |                               |
| 6 | «Un maldito dios o algo así» (en inglés: Like a F-ing God or Something) | Megan Griffiths   | Christopher Keyser & Anna Fishko | 10 de mayo de 2019            |
| Allie está plagada de indecisiones con respecto a Dewey y Campbell, y la ciudad comienza a atacarla. Allie le dice a Luke que no ordenará el arresto de Harry. Allie le pregunta a Campbell, quien niega haber ayudado a Greg a matar a Cassandra. Allie le pregunta a Elle, quien le aconseja a Allie que lo deje ir o lo mate. Harry le dice a Kelly que está recibiendo mensajes de texto amenazadores y el temor de que las mujeres lo maten. Sam vuelve a mentir sobre no encontrar nada en el ayuntamiento, pero Becca dice que encontró documentos que involucran a la EPA y un hombre llamado Pfeiffer sobre el olor. Greg se pone en huelga de hambre. Allie libera a Campbell por falta de evidencia. Will convence a una reacia Allie para que condene a muerte a Greg. Greg se asusta en el sitio de ejecución, y Grizz vomita ante la realidad de la situación. Allie toma el lugar de Grizz y participa en la ejecución con Luke y Jason. Harry se disculpa con Allie, pero ella le dice que se vaya. Sam se ofrece para ser el padre del bebé de Becca. Luke le pide a Helena que se case con él, y ella dice que sí; ellos tienen relaciones sexuales por primera vez. Allie acusa a Will de usar a Cassandra para manipularla para que sea la líder y ejecute a Greg. |                                                                         |                   |                                  |                               |
| 7 | «Las reglas de Allie» (en inglés: Allie's Rules)                        | Patricia Cardoso  | Qui Nguyen                       | 10 de mayo de 2019            |
| Seis meses después, Harry se sumerge cada vez más en la depresión, Grizz y Sam entablan un vínculo, Gordie tiene una teoría sobre West Ham, y Elle ejecuta su plan. |                                                                         |                   |                                  |                               |
| 8 | «Veneno» (en inglés: Poison)                                            | Rich Lee          | Maile Meloy                      | 10 de mayo de 2019            |
| Un festejo de Acción de Gracias da un giro aterrador. La Guardia aprovecha la situación para abusar de su poder. Sam se encuentra dividido entre Becca y Grizz. |                                                                         |                   |                                  |                               |
| 9 | «Nuevos nombres» (en inglés: New Names)                                 | Brett Simon       | Anna Fishko                      | 10 de mayo de 2019            |
| Will le confiesa sus sentimientos a Allie. Elle le revela un secreto a Helena. Campbell presiona a Harry para que se postule como alcalde. Grizz organiza una expedición. |                                                                         |                   |                                  |                               |
| 10 | «Así pasa» (en inglés: How it Happens)                                  | Marc Webb         | Christopher Keyser               | 10 de mayo de 2019            |
| Lexie logra ganar votos de confianza con aquellos que odian a Allie por sus reglas. Becca, Will y Helena temen que Lexie no tenga un plan para dirigir a la ciudad y todo se vaya al caos. Grizz y su equipo encuentran un campo adecuado para la agricultura. Kelly le muestra a Allie la foto del conductor del autobús, Pfeiffer, quien discutió con la madre de Harry y el padre de Sam el día antes de que sucedería todo lo acontecido. Sam revela la verdad sobre los documentos que encontró en el ayuntamiento, y Grizz le dice a Gwen que es homosexual. Becca da a luz a una niña llamada Eden. Campbell y Harry ponen a Clark y Jason en contra de Allie; y obligan a Luke a unirse a ellos para dar un golpe de Estado. Lexie se une, buscando ser co-alcalde con Harry. Elle finge estar del lado de Campbell por su propia seguridad. Allie y Will son encarcelados con el pretexto de que intentaron robar las elecciones. La Guardia les informa a los habitantes de New Ham que Allie y Will intentaron robar las elecciones y mientras son apedreados por todos los del pueblo, el grupo de búsqueda liderado por Grizz regresa e informan que lograron encontrar tierra para cultivar. El episodio termina con la madre de Allie, acariciando al mismo perro que Elle vio en New Ham. Mientras, lee en la escuela un libro para los niños y, detrás de ella, se muestra una placa que dice «Los recordamos» y enumera los nombres de los adolescentes desaparecidos. |                                                                         |                   |                                  |                               |

## Producción

### Desarrollo
El 24 de julio de 2018, se anunció que Netflix ordenó el desarrollo de una serie sin título de 10 episodios que se considera una mezcla de Lost con Lord of the Flies. Chris Keyser escribirá el guion y será productor ejecutivo junto con Marc Webb, quien también dirigirá. El 28 de noviembre de 2018, se anunció que la serie se había titulado The Society. El 4 de abril de 2019, se anunció que la serie sería estrenada el 10 de mayo de 2019. El 9 de julio de 2019, se anunció que fue renovada para una segunda temporada que se estrenaría en 2020. Sin embargo, más tarde la serie fue cancelada.

### Casting
El 24 de julio de 2018, se anunció que Kathryn Newton fue elegida en un papel principal. El 28 de noviembre de 2018, se anunció que Rachel Keller, Gideon Adlon, Jacques Colimon, Olivia DeJonge, Alex Fitzalan, Kristine Froseth, Natasha Liu Bordizzo, Alex MacNicoll, Jack Mulhern, Salena Qureshi, Grace Victoria Cox, Sean Berdy y Toby Wallace; también conformarían el elenco.

### Rodaje
La producción comenzó en septiembre de 2018 en Lancaster. La serie fue renovada para una segunda temporada en julio de 2019, pero la producción de la segunda temporada se detuvo por la pandemia de COVID-19. El 21 de agosto de 2020 se anunció que el programa había sido cancelado, ya que las complicaciones de la pandemia habían provocado aumentos de costos y dificultades para programar la producción.